# Timothy Goebel
Timothy Richard Goebel (* 10. September 1980 in Evanston, Illinois) ist ein ehemaliger US-amerikanischer Eiskunstläufer, der im Einzellauf startete.

## Leben
Goebel wurde als Kind von Ginny und Rick Goebel durch Catholic Charities adoptiert. Er begann im Alter von vier Jahren mit dem Eiskunstlaufen. Er wurde trainiert von Frank Carroll, Carol Heiss, Glyn Watts, Donna Dickinson und zuletzt Audrey Weisiger. Lori Nichol und Tatjana Tarassowa waren für seine Choreografie zuständig. Er wurde „Quad King“ genannt wegen seiner Fähigkeit, viele Vierfachsprünge zu stehen. Er ist der erste Eiskunstläufer, der einen vierfachen Salchow in einem ISU-Wettbewerb (7. März 1998 beim Junioren Grand Prix Finale) zeigte. Er ist damit der erste US-Amerikaner, der einen vierfachen Sprung im Wettbewerb sauber stand. Am 31. Oktober 1999 bei Skate America in Colorado Springs wurde er der erste Eiskunstläufer, der drei Vierfachsprünge in einem Wettbewerb zeigte. Bei der Weltmeisterschaft 2002 zeigte Goebel sechs Vierfachsprünge. Im gleichen Jahr präsentierte er bei den Olympischen Spielen in Salt Lake City als erster Eiskunstläufer den Vierfach-Salchow in einer Kombination. Er gewann die Bronzemedaille hinter Alexei Jagudin und Jewgeni Pljuschtschenko. 2002 und 2003 wurde er Vizeweltmeister.
Goebel wurde zu Beginn seiner Karriere oft dafür kritisiert, sich zu sehr auf die Sprünge zu konzentrieren und dadurch die Choreografie und die Präsentation zu vernachlässigen. Dies konnte er später aber verbessern.
Seit 2003 hatte Goebel vermehrt mit Verletzungen zu kämpfen. 2006 versuchte er, sich ein letztes Mal für die Olympischen Spiele zu qualifizieren. Wegen seiner Verletzungen konnte er aber nicht mehr sein Sprungpotential abrufen, wurde bei den nationalen Meisterschaften Siebter und verpasste die Qualifikation. Daraufhin trat er am 25. April 2006 vom aktiven Sport zurück und nahm sein Studium an der Columbia University wieder auf.
Er arbeitet als technischer Spezialist bei der Aviator Figure Skating Academy in New York.

## Ergebnisse
| Wettbewerb / Jahr                | 1999 | 2000 | 2001 | 2002 | 2003 | 2004 | 2005 | 2006 |
| -------------------------------- | ---- | ---- | ---- | ---- | ---- | ---- | ---- | ---- |
| Olympische Winterspiele          |      |      |      | 3.   |      |      |      |      |
| Weltmeisterschaften              | 12.  | 11.  | 4.   | 2.   | 2.   |      | 10.  |      |
| US-amerikanische Meisterschaften |      | 2.   | 1.   | 2.   | 2.   | Z    | 2.   | 7.   |

- Z = Zurückgezogen

## Privates
Goebel heiratete seinen Lebensgefährten am 29. April 2017 in Newport, Rhode Island.

## Weblinks

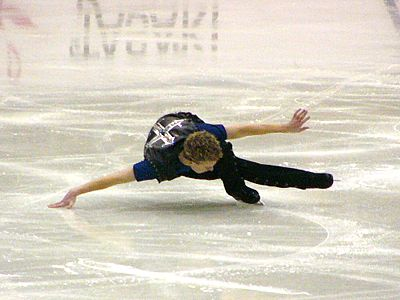
Timothy Goebel, 2003